# Чемпионат Европы по лёгкой атлетике 2024 — эстафета 4×100 метров (женщины)
Соревнования в эстафете 4×100 метров у женщин на чемпионате Европы по лёгкой атлетике 2024 года прошли 11 и 12 июня в Риме (Италия) на Олимпийском стадионе.
Действующим чемпионом Европы в эстафете 4×100 метров являлась сборная Германии.

## Призёры
| Золото                                                                               | Серебро                                                                        | Бронза                                                                        |
| Великобритания · Дина Эшер-Смит · Дезири Хенри · Эми Хант · Дэрилл Нейта · Аша Филип | Франция · Орланн Ольер · Жемима Жозеф · Элен Паризо · Сара Ришар · Маруся Паре | Нидерланды · Надин Виссер · Марие ван Хюненстейн · Минке Биссхопс · Таса Джия |

Курсивом выделены участницы, выступавшие только в предварительных забегах

## Рекорды
До начала соревнований действующими были следующие рекорды.
| Мировой рекорд                   | США · Тианна Мэдисон · Эллисон Феликс · Бьянка Найт · Кармелита Джетер        | 40.82 | Лондон (Великобритания)    | 10 августа 2012 |
| Рекорд Европы                    | ГДР · Зильке Гладиш · Сабина Ригер · Ингрид Ауэрсвальд · Марлис Гёр           | 41.37 | Канберра (Австралия)       | 6 октября 1985  |
| Рекорд чемпионатов Европы        | ГДР · Зильке Мёллер · Катрин Краббе · Керстин Берендт · Сабина Гюнтер         | 41.68 | Сплит (Югославия)          | 1 сентября 1990 |
| Лучший результат сезона в мире   | США · Тамари Дэвис · Габриэль Томас · Селера Барнс · Мелисса Джефферсон       | 41.85 | Нассау (Багамские Острова) | 5 мая 2024      |
| Лучший результат сезона в Европе | Великобритания · Аша Филип · Имани-Лара Лансиквот · Бьянка Уильямс · Эми Хант | 42.33 | Нассау (Багамские Острова) | 4 мая 2024      |

## Отбор на чемпионат Европы
К соревнованиям были допущены 16 сильнейших сборных Европы, определявшиеся по сумме двух лучших результатов, показанных в период с 1 января 2023 года по 26 мая 2024 года.

## Расписание
| Дата         | Время | Раунд соревнований     |
| ------------ | ----- | ---------------------- |
| 11 июня 2024 | 12:30 | Предварительные забеги |
| 12 июня 2024 | 22:40 | Финал                  |

Время местное (UTC+2:00)

## Результаты
Обозначения: Q — Автоматическая квалификация | q — Квалификация по показанному результату | qR — Квалификация по решению судей | WR — Мировой рекорд | ER — Рекорд Европы | CR — Рекорд чемпионатов Европы | NR — Национальный рекорд | WL — Лучший результат сезона в мире | EL — Лучший результат сезона в Европе | SB — Лучший результат в сезоне | DNS — Не стартовали | DNF — Не финишировали | DQ — Дисквалифицированы

 Автоматическая квалификация  Квалификация по показанному результату  Запасные

### Предварительные забеги
Квалификация: первые 3 команды в каждом забеге (Q) плюс 2 лучших по времени (q) проходили в финал.
Сборные Австрии и Португалии установили национальные рекорды, но их не хватило для отбора.
Итальянская команда показала самый высокий результат в истории предварительных забегов на чемпионате Европы, не позволивший попасть в число финалистов — 43.27.
| Место | Команда | Забег | Результат | Примечания |
| ----- | --- | ----- | --------- | ---------- |
| 1     | Великобритания (Аша Филип, Эми Хант, Дина Эшер-Смит, Дезири Хенри)                                         | 1     | 42.25     | Q, EL      |
| 2     | Франция (Орланн Ольер, Жемима Жозеф, Маруся Паре, Сара Ришар)                                              | 2     | 42.35     | Q, SB      |
| 3     | Нидерланды (Надин Виссер, Марие ван Хюненстейн, Минке Биссхопс, Таса Джия)                                 | 2     | 42.39     | Q, SB      |
| 4     | Германия (София Юнк, Неле Яворски, Джина Люккенкемпер, Ребекка Хазе)                                       | 2     | 42.47     | Q, SB      |
| 5     | Швейцария (Жеральдин Фрай, Саломе Кора, Леони Пуанте, Сара Атшо-Жакье)                                     | 1     | 42.76     | Q          |
| 6     | Бельгия (Рани Винке, Рани Росиус, Элизе Мехёйс, Дельфин Нканса)                                            | 2     | 42.85     | q, SB      |
| 7     | Испания (Соня Молина-Прадос, Эстер Наверо, Паула Севилья, Мария Изабель Перес)                             | 1     | 43.00     | Q          |
| 8     | Польша (Кристина Тимановская, Моника Ромашко, Магдалена Стефанович, Ева Свобода)                           | 2     | 43.15     | q          |
| 9     | Италия (Ирен Сирагуза, Далия Каддари, Анна Бонджорни, Арианна де Мази)                                     | 1     | 43.27     |            |
| 10    | Финляндия (Петра Хеггквист, Анна Пурсиайнен, Аннийна Кортетмаа, Лотта Кемппинен)                           | 2     | 43.68     | SB         |
| 11    | Венгрия (Юстина Чоти, Анна Лука Кочиш, Грета Керекеш, Алекса Шульян)                                       | 1     | 43.70     |            |
| 12    | Австрия (Изабель Пош, Магдалена Линднер, Карин Штрамец, Виктория Вилльхубер)                               | 1     | 43.84     | NR         |
| 13    | Португалия (Лорен Доркаш Базолу, Розалина Сантуш, Лурдеш Оливейра, Ириш Силва)                             | 2     | 43.85     | NR         |
| 14    | Дания (Астрид Гленнер-Франдсен, Матильде Крамер, Метте Граверсгор, Клара Лёссль)                           | 2     | 44.21     | SB         |
| 15    | Греция (Стилиани-Александра Михаилиду, Елизавета Песириду, Рафаилия Спанудаки-Хацирига, Артемис Анастасиу) | 1     | 44.23     |            |
| 16    | Эстония (Мия Отт, Анн Мари Кивикас, Креэте Верлин, Диана Сууманн)                                          | 1     | 53.37     |            |

### Финал
Финал в эстафете 4×100 метров у женщин состоялся 12 июня 2024 года. Дина Эшер-Смит, выступавшая на первом этапе, сразу принесла сборной Великобритании заметное преимущество, которое остальные участницы команды смогли сохранить до финиша. Победное время 41.91 заняло четвёртое место в списке лучших результатов в истории чемпионатов Европы. Наиболее близки к чемпионкам оказались спортсменки из Франции, завоевавшие серебро. В борьбе за бронзу Таса Джия из Нидерландов на заключительных метрах опередила швейцарку Сару Атшо-Жакье (позднее Швейцария была дисквалифицирована, так как Атшо-Жакье выронила эстафетную палочку перед самым финишем).
Дина Эшер-Смит в 6 раз в карьере выиграла чемпионат Европы и стала единоличным лидером по числу континентальных титулов в истории Великобритании, обойдя спринтера Роджера Блэка и бегуна на длинные дистанции Мохаммеда Фараха. В 2024 году на её счету оказалось две победы: ранее она стала сильнейшей в беге на 100 метров.
Во второй раз по ходу турнира на пьедестал также поднялись Дэрилл Нейта (серебряный призёр в беге на 200 метров) и Элен Паризо (бронзовый призёр в беге на 200 метров).
| Место | Команда                                                                          | Результат | Примечания    |
| ----- | -------------------------------------------------------------------------------- | --------- | ------------- |
| 1     | Великобритания (Дина Эшер-Смит, Дезири Хенри, Эми Хант, Дэрилл Нейта)            | 41.91     | EL            |
| 2     | Франция (Орланн Ольер, Жемима Жозеф, Элен Паризо, Сара Ришар)                    | 42.15     | SB            |
| 3     | Нидерланды (Надин Виссер, Марие ван Хюненстейн, Минке Биссхопс, Таса Джия)       | 42.46     |               |
| 4     | Германия (София Юнк, Неле Яворски, Джина Люккенкемпер, Ребекка Хазе)             | 42.61     |               |
| 5     | Испания (Соня Молина-Прадос, Хаэль Бестуэ, Паула Севилья, Мария Изабель Перес)   | 42.84     | SB            |
| 6     | Бельгия (Рани Винке, Рани Росиус, Элизе Мехёйс, Яни де Найер)                    | 43.48     |               |
| 7 !   | Польша (Кристина Тимановская, Моника Ромашко, Магдалена Стефанович, Ева Свобода) | DNF       |               |
| 8 !   | Швейцария (Жеральдин Фрай, Саломе Кора, Леони Пуанте, Сара Атшо-Жакье)           | DQ        | TR24.5(B) [a] |

a  Дисквалификация в соответствии с правилом 24.5 «Бег без эстафетной палочки»